# 마우고자타 부치코프스카
마우고자타 부치코프스카(폴란드어: Małgorzata Buczkowska, 1976년 8월 25일~)는 폴란드의 배우이다.